# 上方集合

の約数のハッセ図。約数であることで順序付けられている。緑色は上方集合 である。白色の集合は下方集合 を成している。

数学において、順序集合 {\displaystyle (X,\leq )} での上方集合 (じょうほうしゅうごう、上向きに閉じている集合などとも呼ばれる)とは部分集合 {\displaystyle S\subseteq X} で次の性質を満たすものである: s が S の元であり、X の元 x が s より大きいなら (すなわち、{\displaystyle s<x})、x も S の元である。言い換えると、X の元 x で S のある元に対して {\displaystyle \,\geq \,} であるようなものは全て S の元であるということである。
同様に、下方集合 (下向きに閉じている集合や、始切片とも呼ばれる)も定義され、X の部分集合 S であって、S のある元に対して {\displaystyle \,\leq \,} であるようなものが全て S の元であるという性質を満たすものを指す。

## 定義
{\displaystyle (X,\leq )} を前順序集合とする。
部分集合 {\displaystyle U\subseteq X} が {\displaystyle X} での 上方集合 であるとは、
任意の {\displaystyle u\in U} と {\displaystyle x\in X} について、{\displaystyle u\leq x} ならば {\displaystyle x\in U.}
が成り立つことを言う。
双対な概念として 下方集合 がある。部分集合 {\displaystyle L\subseteq X} で
任意の {\displaystyle l\in L} と {\displaystyle x\in X} について、{\displaystyle x\leq l} ならば {\displaystyle x\in L.}
を満たすものである。
下方集合の同義語としてイデアルが用いられることがある。 しかし、この用語の選択は束のイデアルを反映していない。というのも、束における下方集合は部分束になるとは限らないからである。

## 性質
- 順序集合はそれ自体が自身における上方集合である。
- 上方集合の族の共通部分と和はまた上方集合である。
- 上方集合の補集合は下方集合である。逆も然り。
- {\displaystyle (X,\leq ),} を半順序集合として、{\displaystyle X} での上方集合全体に包含関係で順序を入れたものは完備束をなし、upper set lattice と呼ばれる。
- 順序集合 {\displaystyle X} の部分集合 {\displaystyle Y} に対して、それを含む最小の上方集合は {\displaystyle \uparrow Y} で表される(#上方閉包と下方閉包を参照)。
  - 双対的に、{\displaystyle Y} を含む最小の下方集合は {\displaystyle \downarrow Y} で表される。
- シングルトンの下方閉包で作られた下方集合 {\displaystyle \downarrow \{x\}} は principal（単項的）であると呼ばれる。
- 有限順序集合 {\displaystyle X} における下方集合 {\displaystyle Y} は {\displaystyle Y} の極大元全てを含む最小の下方集合である。
  - {\displaystyle \downarrow Y=\downarrow \operatorname {Max} (Y)} ここで {\displaystyle \operatorname {Max} (Y)} は {\displaystyle Y} の極大元全てからなる集合である。
- 上有向下方集合のことを順序イデアルと呼ぶ。
- 降鎖条件を満たす半順序集合については、反鎖全体と上方集合全体は反鎖に対してその上方閉包を対応させることで全単射の対応がつく; 逆に、上方集合にはその極小元の集合を対応させるのも全単射である。この対応関係は一般の半順序集合には成立しない; 例えば実数全体の集合で {\displaystyle \{x\in \mathbb {R} :x>0\}} と {\displaystyle \{x\in \mathbb {R} :x>1\}} はどちらも空な反鎖に写される。

## 上方閉包と下方閉包
半順序集合 {\displaystyle (X,\leq )} とその元 {\displaystyle x} が与えられたとする。{\displaystyle x} の上方閉包 (upper closure, upward closure) を {\displaystyle x^{\uparrow X},} {\displaystyle x^{\uparrow },} {\displaystyle \uparrow \!x} で表し、それは
{\displaystyle x^{\uparrow X}=\;\uparrow \!x=\{u\in X:x\leq u\}}
で定義される。同様に {\displaystyle x} の下方閉包 (lower closure, downward closure) を {\displaystyle x^{\downarrow X},} {\displaystyle x^{\downarrow },} {\displaystyle \downarrow \!x} で表し、それは
{\displaystyle x^{\downarrow X}=\;\downarrow \!x=\{l\in X:l\leq x\}.}
で定義される。
さらに一般化して、部分集合 {\displaystyle A\subseteq X} が与えられたときに、{\displaystyle A} の上方/下方閉包をそれぞれ {\displaystyle A^{\uparrow X}} と {\displaystyle A^{\downarrow X}} で表し、それは
{\displaystyle A^{\uparrow X}=A^{\uparrow }=\bigcup _{a\in A}\uparrow \!a}
{\displaystyle A^{\downarrow X}=A^{\downarrow }=\bigcup _{a\in A}\downarrow \!a.} 
で定義される。
このようにすると {\displaystyle \uparrow x=\uparrow \{x\}}, {\displaystyle \downarrow x=\downarrow \{x\}} であるが、このような形の上方/下方集合は principal(単項的)であるという。集合の上方/下方閉包はそれを含む最小の上方/下方集合である。
上方/下方閉包を取る操作を {\displaystyle X} の冪集合からの自身への関数と見なしたとき、クラトフスキーの閉包公理を全て満たすため、閉包作用素の一例となっている。その結果、ある集合の上方閉包は、その集合を含む全ての上方集合の交叉に等しくなり、下方集合についても同様である。(実際、これは閉包作用素の一般的な現象である。例えば、ある集合の位相的閉包はそれを含む全ての閉集合の交叉であり; ベクトルの集合の線型包はそれらを含む線型部分空間は全ての交叉であり; 群の部分集合から生成される部分群はそれを含む部分群全ての交叉であり; 環の部分集合から生成されるイデアルはそれを含む全てのイデアルの交叉である; など。)

## 順序数
順序数は通常それより小さい順序数全てによる集合で定義される。つまり、各順序数は順序数全体からなるクラスにおける下方集合の形になっている。順序は集合の包含関係による全順序である。